# PalaEvangelisti

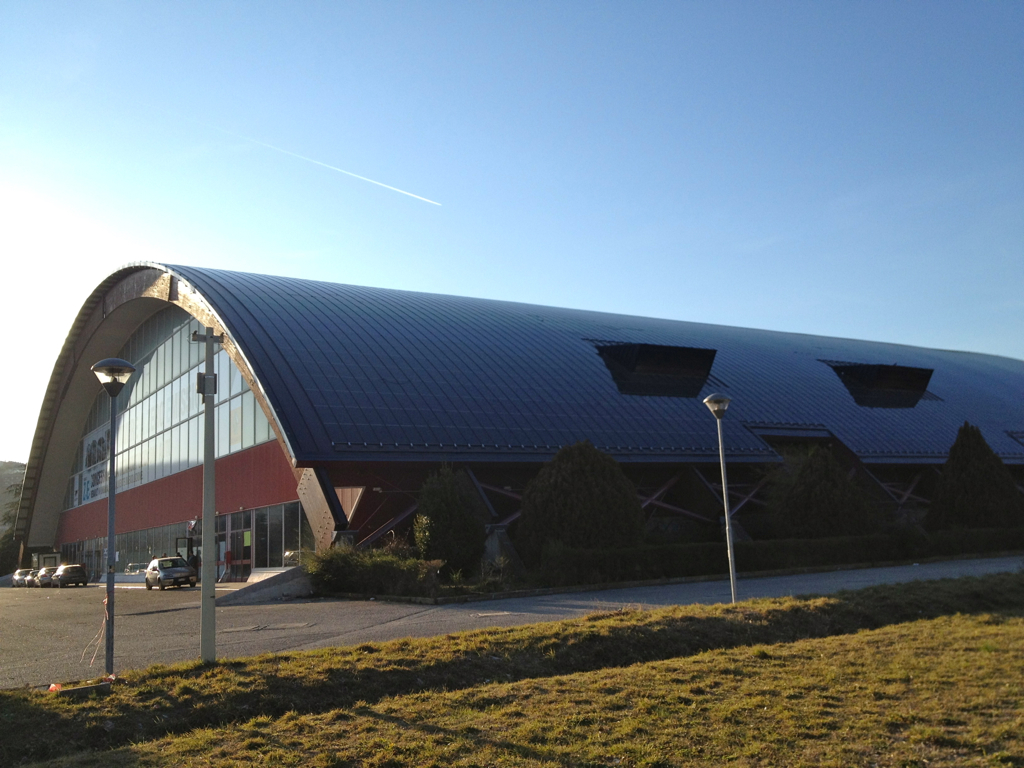
Utsidan av arenan

PalaEvangelisti (av sponsorsskäl även PalaBarton sedan 2018) är en inomhusarena i Perugia, Italien. Den har en kapacitet för 5 000 åskådare och invigdes 1984. Den ägs av Perugia kommun.
Arenan har namn efter Giuseppe Evangelisti (1873-1935), en lokal antifascist och cykelpionjär. Arenan används främst för volleyboll och är hemmaarena för Sir Safety Umbria Volley (herrar) och Wealth Planet Perugia Volley (damer). Den har tidigare använts av klubbarna Umbria Volley (herrar) och Pallavolo Sirio Perugia (damer). Den har också används vid bland annat EM 1999 (damer) och EM 2023 (herrar). Den har även används vid EM 1993 i basket för damer. 
Den har även använts för boxnings- och musikevenemang. Laura Pausini och Gianna Nannini tillhör de som sjungit i arenan.